# Ак-Шейхська волость
Ак-Шейхська волость — адміністративно-територіальна одиниця у складі Перекопського повіту Таврійської губернії. Утворена в результаті земської реформи 1890 року, при реорганізації Байгончецької волості.

## Географія
Розташовувалася в північно-східній частині повіту, від верхів'їв Салгиру по лівому березі на сході, до гирла річки Переможна на заході. Із півночі — берег Сивашу, на півдні кордон — приблизно по лінії сучасного шосе E97 Джанкой — Керч. Рельєф — плаский степ. Займала північний захід сучасного Нижньогірського і північний схід Джанкойського районів.

У «…Памятной книжке Таврической губернии на 1892 год» у волості, з невідомої причини, записано всього 10 сіл із населенням 1099 осіб.
| - Аджи-Ахмат — 36 жит. - Ак-Шейх — 493 жит. - Дулат — 178 жит. - Іргакли — 38 жит. - Кельдибай — 21 жит. - Комаджи — 3 жит. | - Колтамак — 77 жит. - Моллалар — 6 жит. - Терекли-Абаш — 133 жит. - Тюп-Абаш — 21 жит. - Чуча — 96 жит. |

## Стан на 1900 рік
У Памятной книжке Таврической губернии на 1900 год зафіксовано вже 55 населених пунктів із 6 126 жителями. У волості було одне село — Аджи-Ахмат із 172 жителями, також відомо, що було кілька німецьких колоній і сильно зросла частка нетатарського населення.
Також у волості значилося 5 хуторів: Джага-Кипчак — 6 жителів, Карпівка — 16, Каракаш Єгора — 6, Каракаш Лазаря — 9 і Тархан — 28 жителів.

## Стан на 1915 рік
За Статистическим справочником Таврической губернии. Ч.II-я. Статистический очерк, выпуск пятый Перекопский уезд, 1915 год, в Ак-Шейхській волості Перекопського повіту значилося 107 різних поселень, із них 17 населених пунктів мали статус сіл, у яких проживало 8023 людини приписних жителів і 2593 — «сторонніх». У волості було 3 села: Ак-Шейх, Аджи-Ахмат (німецький) і Тарханлар і 48 сіл.
| - Якимівка (Казанки) — 65/25 чол. - Акчора — 255/0 чол. - Антонинівка — 210/9 чол. - Баботай — 96/0 чол. - Байгончик Старий — 38/15 чол. - Байгончик Новий — 30/60 чол. - Барин німецький — 60/73 чол. - Барин татарський — 137/0 чол. - Баш-Киргиз — 50/0 чол. - Бійгази — 53/18 чол. - Великий Кут — 219/13 чол. - Володимирівка — 227/10 чол. - Джага-Кипчак — 55/28 чол. - Джанкой Північний — 419/5 чол. - Джанкой Середній — 135/85 чол. - Джумаш-Кірк — 38/22 чол. - Дулат — 69/66 чол. | - Іринівка — 190/12 чол. - Казанки — 25/27 чол. - Казанки (вакуф) — 37/3 чол. - Камаджи — 256/10 чол. - Камбар (вакуф) — 27/0 чол. - Караджа-Кат — 26/4 чол. - Карангіт — 181/50 чол. - Кельдибай — 72/22 чол. - Колай-Месіт — 15/0 чол. - Култамак — 213/0 чол. - Куремес — 136/0 чол. - Куремес-Месіт — 70/0 чол. - Кипчак (вакуф) — 81/8 чол. - Моллалар — 101/0 чол. - Макут — 21/75 чол. - Мангіт — 74/9 чол. | - Ново-Олександрівка, або Таганашмін — 658/93 чол. - Ногайчі-Ахмат — 226/40 чол. - Розорений Вакуф — 50/0 чол. - Сейтлер — 65/3 чол. - Сивашне — 211/10 чол. - Стефанівка — 229/11 чол. - Тереклі-Абаш — 88/9 чол. - Тюп-Кенегез — 284/16 чол. - Тобен — 20/0 чол. - Тобен (вакуф) — 50/0 чол. - Чуча — 171/140 чол. - Шейхлар — 49/52 чол. - Шибань — 297/64 чол. - Ширин Слов'янський — 121/58 чол. - Ширин Татарський — 49/15 чол. - Ельгери-Чуча — 117/55 чол. |

Крім того у волості значилися 2 селища — Колай і Тезі, 29 хуторів, інші з котрих з часом стали селами: Акчора (воно ж Байди), Акчора (Третьяченко), Алчін, Губерівка, Іргакли, Каранг, Костянтинівка, Каракаш Єгора, Макогонівка, Новий Чекмай, Нова Відрада, Відрада, Саледжанівка, 2 хутора Сертке-Аджи-Ахмат, Старий Чокмай, Сальцино, Сейтлер (Щасливцеве), 2 хутора Тюп-Кангіл, 2 хутора Тюп-Тархан, Тархан-Сейтлер, 3 хутора Тархан, Чокмай, Чокракли-Кірк, Ширін німецький і Шига. Також було 12 економій — Алач, Ауз-Кенегез, Бай Онлар, Єні-Кипчак, Кратубель, Коник, Карпівка (К. Каракаш), Кіблерівка, Лазарівка, Томак-Кіргіз, Тархан, Тюп-Тархан, 2 залізничні казарми і 5 залізничних будок.
Волость існувала до скасування, згідно з постановою Кримревкому від 8 січня 1921 року.